# Pilotrichella flexilis
Pilotrichella flexilis là một loài Rêu trong họ Meteoriaceae. Loài này được (Hedw.) Ångström miêu tả khoa học đầu tiên năm 1876.